# 長岡天満宮
長岡天満宮（ながおかてんまんぐう）は、京都府長岡京市天神にある神社。旧社格は府社。市民からは「天神さん」と呼ばれ親しまれている。
長岡京市はかつて山城国乙訓郡長岡と呼ばれ、延暦3年（784年）桓武天皇が平城京から都を移した長岡京が造営された所であり、長岡天満宮は都の西南の外れに位置している。文化事業の一環として4月下旬には「霧島コンサート」、8月下旬には「宵宮コンサート」が開催される。同コンサートはクラシックの生演奏に身近にふれる機会として、音楽好きの市民に親しまれている。

## 歴史

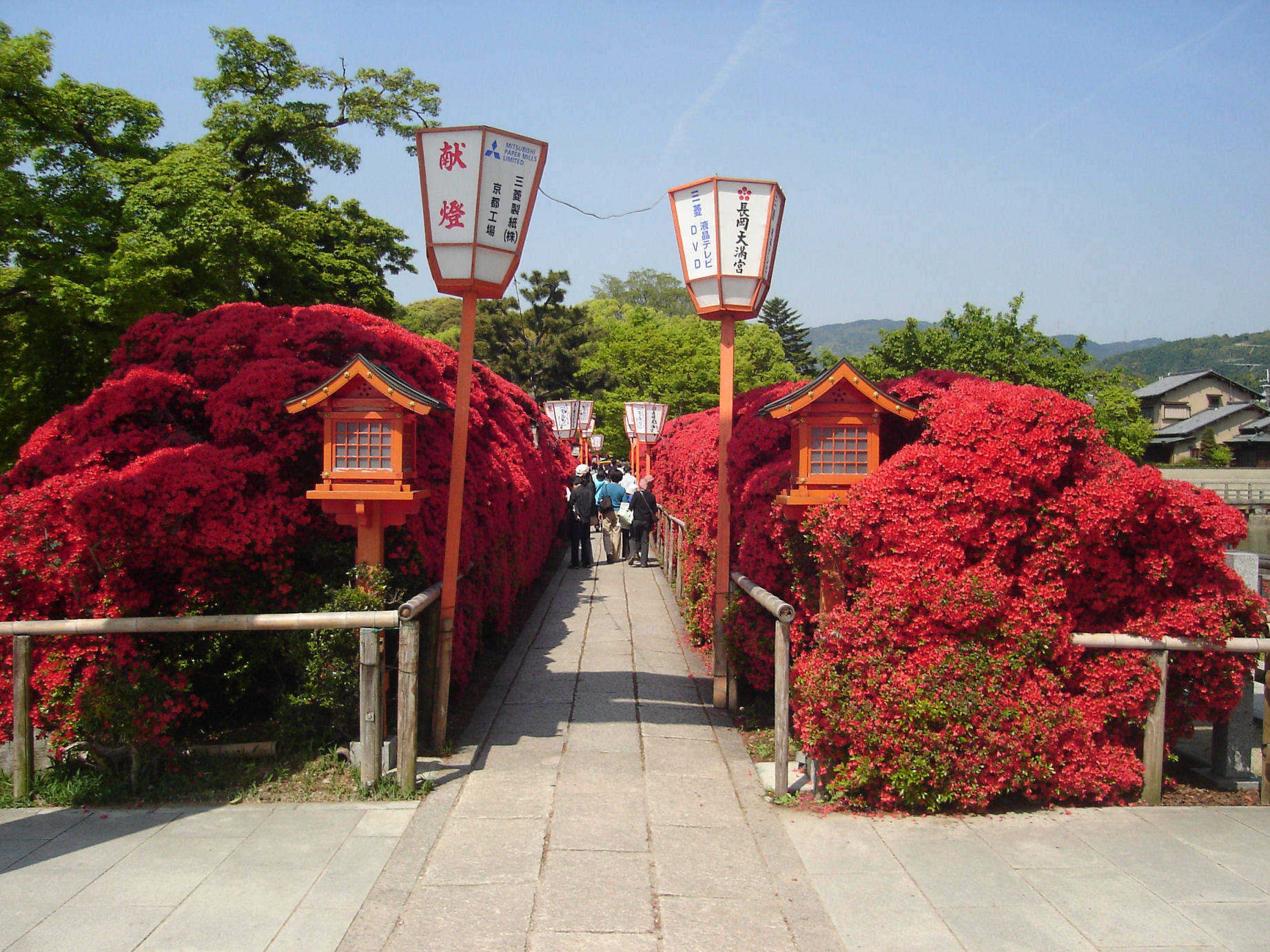
霧島つつじ

現社地周辺は平安時代に菅原道真の所領であったとされ、道真が在原業平らと共にしばしば遊んで詩歌管弦を楽しんだ縁深いところであるという。 昌泰4年（901年）に道真が大宰府へ左遷された時、長岡に立ち寄り、「我が魂長くこの地にとどまるべし」と名残を惜しんだ。左遷の際道真に付き従ったのが、菅原氏の一族とされる中小路宗則であり、宗則は高槻まで同船し、帰り際に道真から道真自作の木像と念持仏を託され持ち帰り、道真の死後その木像を祀ったのが当天満宮の創立とされている。
また、道真の大宰府左遷に付き従った中小路宗則は大宰府で過ごし、道真の死後に東小路祐房と共に道真自作の像と念持仏を持ち帰り、祠を建てて安置したことが始まりともいわれる。爾来皇室の崇敬篤く度々の寄進造営をうけた。寛永15年（1638年）には当社の東の地に領主であった八条宮智仁親王によって「八条ヶ池」が築造された。
その後荒廃していたが、明治になり中興の祖である宮司の中小路宗城が境内や奉賛会の整備を行い復興、長岡天満宮は宗城の代に村社から郷社、さらに府社へと社格を上げることになった。一代で二度の社格昇格は極めて珍しい例である。その後1928年（昭和3年）には新京阪鉄道（現・阪急電鉄京都本線）が当社の名前を冠した長岡天神駅を開業させ、さらに賑わうこととなる。
息子の中小路宗康も1941年（昭和16年）に平安神宮の旧本殿、祝詞舎、透塀を拝領し現在の境内がほぼ完成する。

## 祭神
- 主祭神 - 菅原道真

## 境内

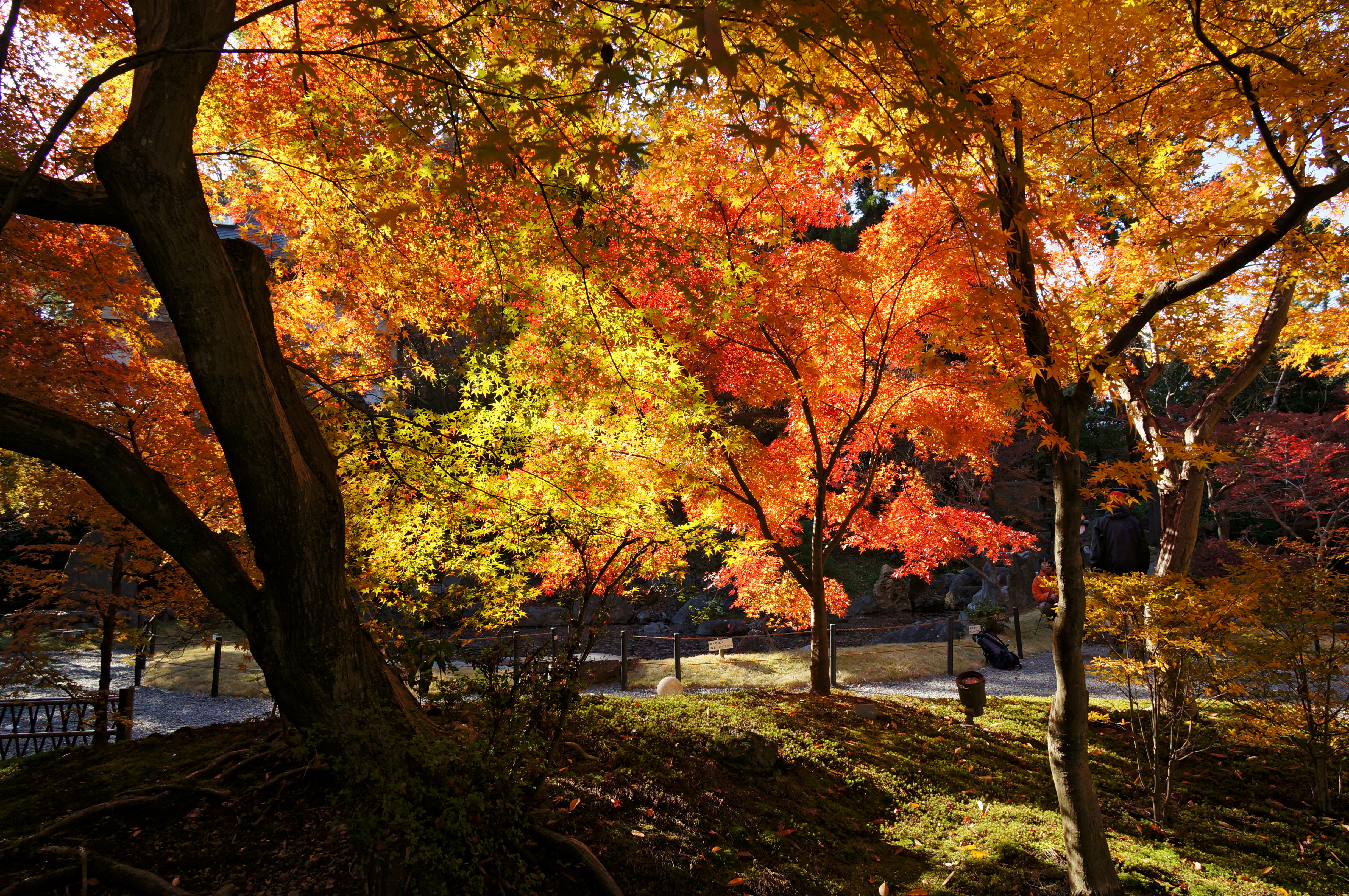
紅葉庭園 錦景園

社地は元10万余坪に亘っていたが、明治維新に際し上地のため、現今は2万余坪を有している。現在の本殿は1941年（昭和16年）に京都の平安神宮の社殿（伊東忠太設計）を拝領移築したもので、正面の朱塗りの拝殿は「菅公御神忌1100年大萬燈祭」を奉賛して、既存の拝殿を増改築したものである（1998年秋竣工）。本殿への参道の途中にある弁天池の周辺は、回遊式庭園「紅葉庭園 錦景園」として近年整備された。10月9日に例祭が行われる。
八条ヶ池には、檜で作られた水上橋があり、そこからは池を中心として境内を一望できる。八条ヶ池の中堤両側の樹齢百数十年のキリシマツツジは有名で、隣接する長岡公園の梅園も広く知られている。キリシマツツジの花の季節に開催される「春の観光まつり」の会場にもなっており、多くの観光客で賑わいをみせる。また、境内には竹林や梅林、あじさい園、桜、ハス、アヤメ・カキツバタ群落もあり四季折々の散策を楽しむことができる。2013年（平成25年）の年間参拝者数は694,000人。
- 本殿（京都府指定有形文化財） - 1941年（昭和16年）に明治時代に建てられた平安神宮の社殿を移築したもの。
- 拝殿
- 白梅殿
- 春日社（長岡京市指定有形文化財） - 祭神：経津主命、天児屋根命、比売神（水などの自然神、芸能神とされる）。江戸時代の建立。
- 八幡社（長岡京市指定有形文化財） - 祭神：応神天皇。厄除けの守護神。江戸時代の建立。
- 車祈祷所
- 紅梅殿
- 長岡稲荷神社 - 祭神：倉稲魂神、猿田彦命、大宮女神。祭神は五穀豊穣、商売繁盛の神とされる正一位稲荷大明神である。1900年（明治33年）創建。毎年2月に初午祭が行われる。
- 山神社
- 和泉殿社
- 白太夫社
- 笠松地蔵 - 社地から出土したといわれる。
- 手水舎（長岡京市指定有形文化財） - 大正時代の建立。旧祝詞舎。
- 中小路宗城の像
- 中小路宗康の像
- 社務所（長岡京市指定有形文化財） - 連歌所でもある。大正時代の建立。
- 神楽殿
- 祝詞舎（長岡京市指定有形文化財） - 明治時代の建立。
- 神饌所（長岡京市指定有形文化財） - 昭和時代の建立。
- 庭園「錦景苑」 - 紅葉庭園とも呼ばれる。

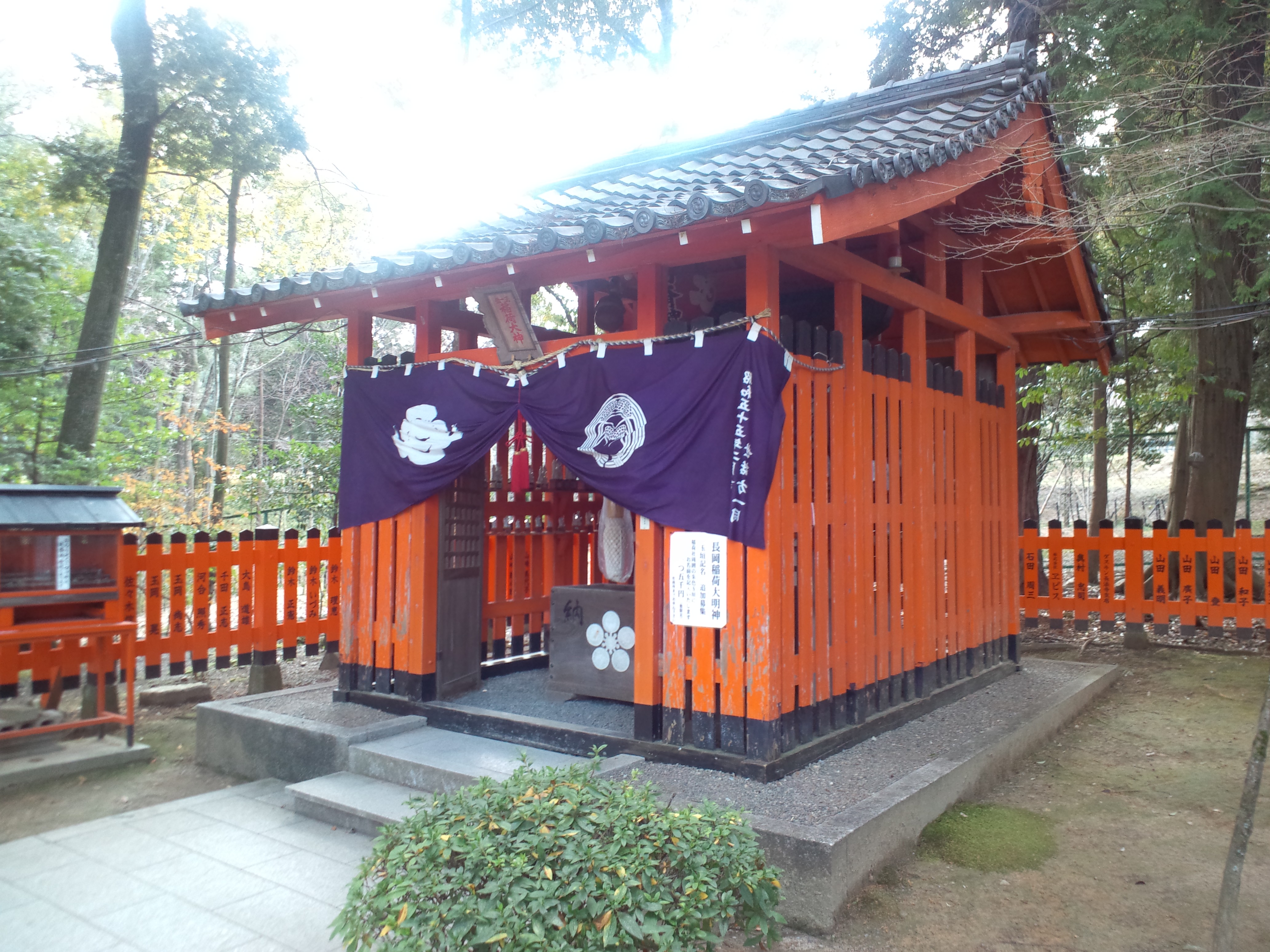
稲荷神社

### 兼務社
- 神足神社 - 祭神：天神立命（舎人親王と言う説もあり）

例祭は6月5日。式内社で乙訓十九座の一つ。文徳天皇の斉衡元年（854年）に国の官社にあげられている。桓武天皇の夢伝説が残っている。
- 長法稲荷神社 - 祭神：倉稲魂神（うかのみたまのかみ）
- 走田神社 - 祭神：天児屋根命（あめのこやねのみこと）・武甕槌神（たけみかづちの神）・経津主神・姫大神（ひめおおかみ）

例祭は10月21日。式内社で乙訓十九座の一つ。正月十三日には御千度詣りや弓講が行われる。かつては「妙見社」と言われ寂照院の鎮守であったが、明治以降、正式に「走田神社」と呼ばれるようになった。
- 角宮神社 - 祭神：火雷神（ほのいかづちのかみ）

例祭は5月1日。境内奥の覆屋のなかには角宮神社本殿と春日神社本殿が並んで建っており、これらはともに嘉永4年（1851年）に造営された。本殿の東には八幡宮、大神宮、稲荷社向日神社の小祠4棟が並んでいる。
- 春日神社 - 祭神：天津児屋根尊（あまつこやねのみこと）、姫大神、武甕槌神（たけみかづちのみこと）、斎主命（いわいぬしのみこと）

例祭は5月2日

## 祭事・年中行事
- 毎月1日 月始祭
- 毎月25日 縁日祭

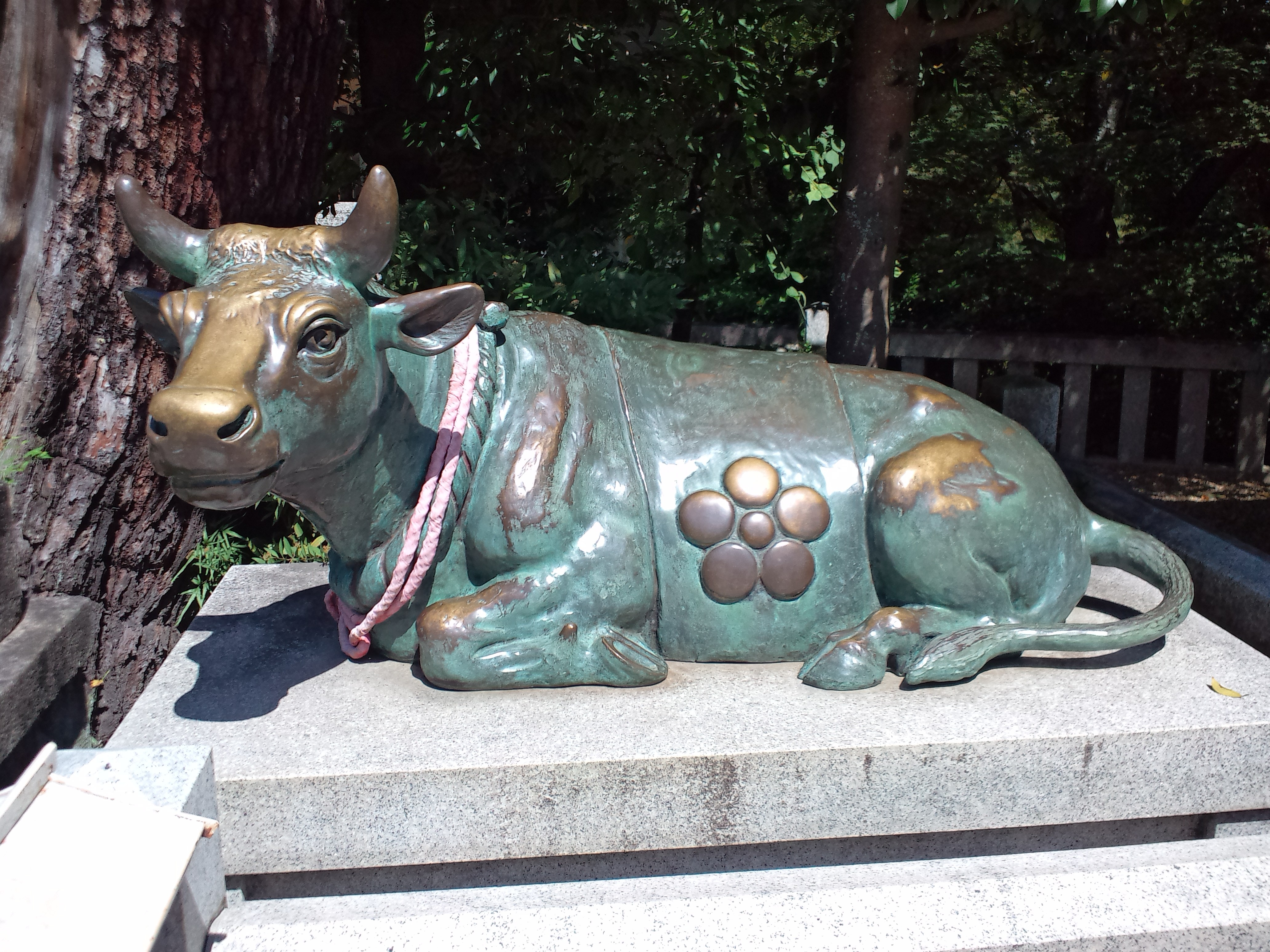
神牛像

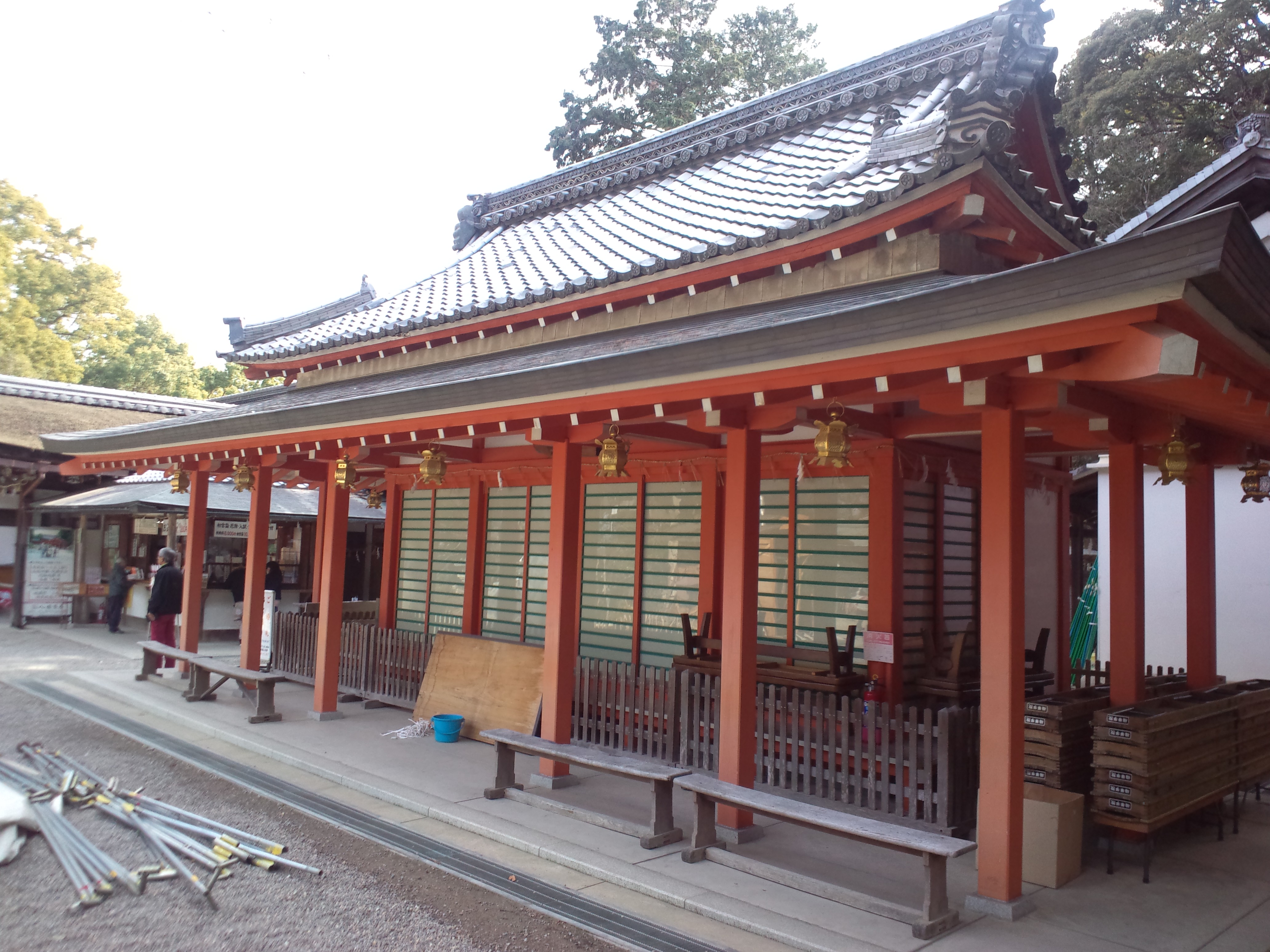
神楽殿

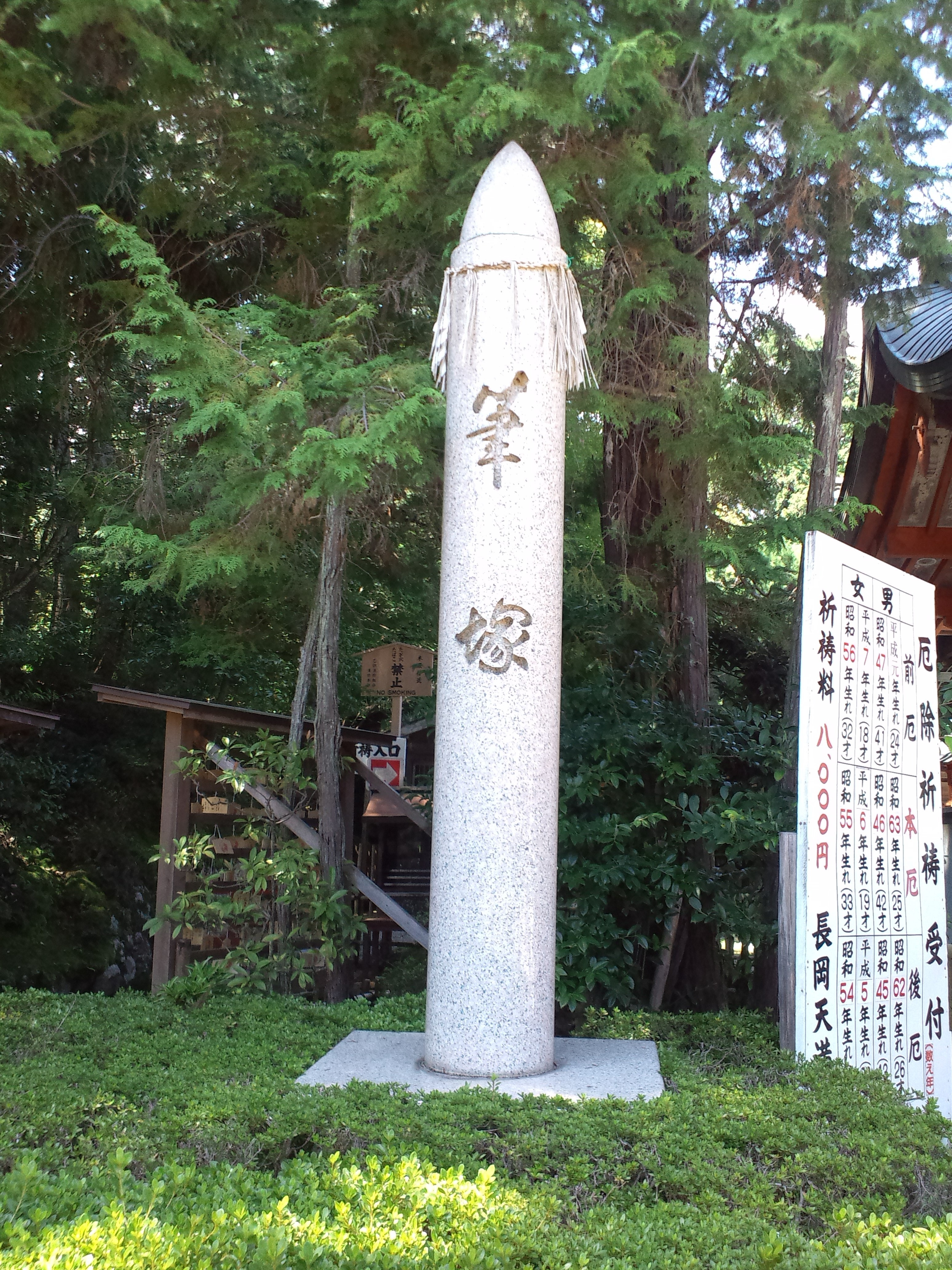
筆塚

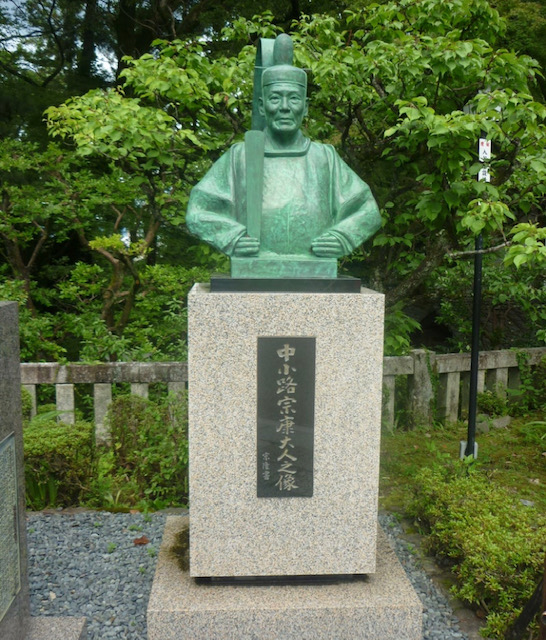
中小路宗康の像

- 1月1日 歳旦祭 - 1年の始まりにその年1年の幸せと世界の平和を祈る。
- 1月1日 - 3日 奉納書初 - 学問、書道の神である天神に「書初」を奉納し、書道上達と心身健康を祈る。（毛筆・硬筆）
- 1月15日 古神礼焼納祭・どんど（左義長）
- 1月下旬 書道上達祈願祭
- 2月3日 節分祭・豆撒き
- 2月上旬 初午祭（長岡稲荷）
- 3月中旬 梅花祭 - 梅の見頃の祭りで茶席が設けられる。
- 3月25日 祈年祭 - 五穀豊穣と国の安泰を祈る。
- 4月13日 十三まいり
- 4月下旬 春の観光祭り
- 4月下旬 きりしまコンサート
- 4月下旬 献菓祭 - 2002年に約200年前の古文書を元に復興された。製菓業界の繁栄と商売繁盛の祈願。
- 5月5日 筆塚祭 - 日頃、何気なく使っている筆の功徳を思い、筆に感謝し、書道上達を願う祭。
- 5月7日 文芸祭（俳句の部）
- 6月30日 大祓 - 半年の間に知らず知らずに犯した罪や心身に触れた穢れを祓い清める。
- 7月7日 七夕祭 - 7月1日〜7日までの期間、特製大型竹笹を拝殿前に設置。
- 8月24日 宵宮コンサート
- 8月25日 夏祭り
- 9月中旬 敬老祭
- 9月中旬 名月祭 - 神楽殿で神楽や、琵琶等の演奏があり、茶席も設けられる。
- 9月下旬 放生会 - 人間の食料として犠牲になった、生き物の霊を弔う。
- 10月9日 例大祭
- 10月下旬 文芸祭（川柳の部）
- 10月下旬 氏子まつり
- 11月15日 七五三参り
- 11月25日 新嘗祭 - 新穀を供え五穀豊穣を感謝する。
- 11月28日 火焚祭
- 12月下旬 火焚祭
- 12月31日 師走大祓 - 1年の間に知らず知らずに犯した罪穢れを祓い清める。

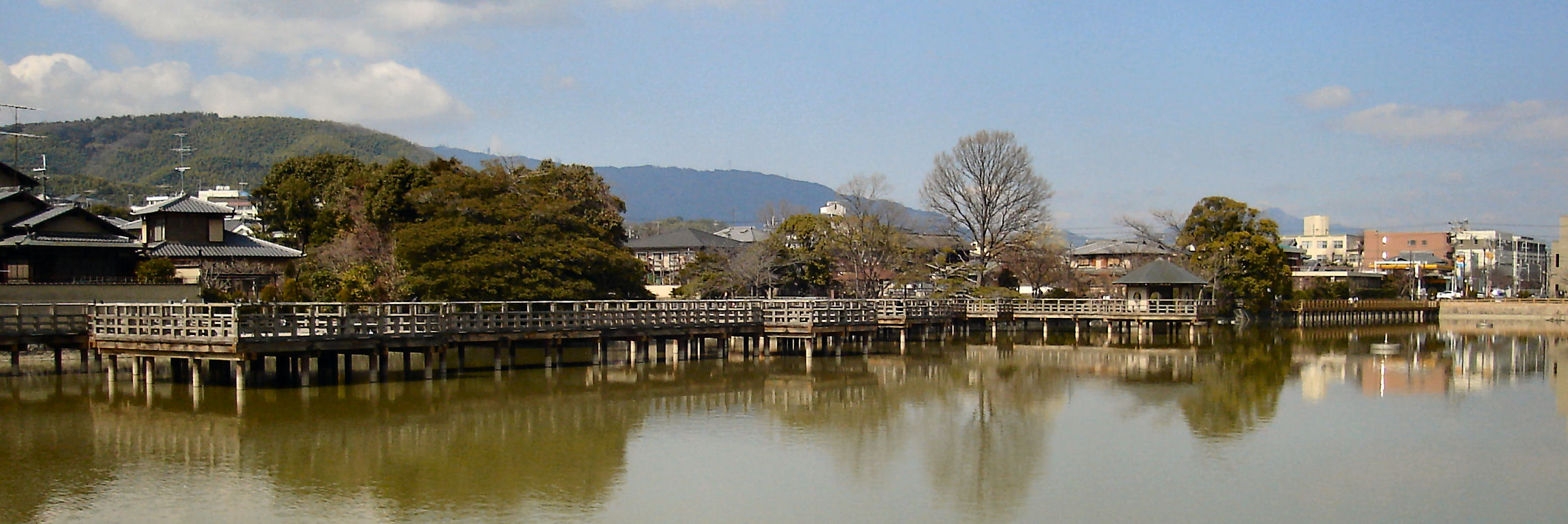
八条ヶ池と水上橋

- 12月31日 除夜祭

## 文化財

### 京都府指定有形文化財
- 本殿

### 京都府暫定登録有形文化財
- 長岡天満宮文書 一括
- 算額 寛政2年12月今堀直方奉納 3面

### 長岡京市指定有形文化財
- 長岡天満宮 10棟 
  - 祝詞舎　　　　
  - 透塀 3棟
  - 築地塀　　　　　　　
  - 神饌所　　
  - 八幡宮神社本殿　　　
  - 春日大明神本殿
  - 社務所（連歌所）　　
  - 手水舎（旧祝詞舎）

### 長岡京市指定天然記念物
- キリシマツツジ 1群 - 樹齢100年から150年。

### その他
- 算額 - 寛政2年（1790年）中嶌敬軸門人今堀彌吉奉納（収蔵）。

## 前後の札所
菅公聖蹟二十五拝
4 吉祥院天満宮　-　5 長岡天満宮　-　6 與喜天満神社

## 現地情報
所在地
- 京都府長岡京市天神2-15-13

交通アクセス
- 阪急京都本線「長岡天神駅」より西へ徒歩 10分
- JR京都線（東海道本線）「長岡京駅」より西へ徒歩 20分

周辺
- 光明寺
- 京都西山短期大学
- 乙訓寺